# Agente speciale Ruby
Agente speciale Ruby (Rescued by Ruby) è un film del 2022 diretto da Katt Shea e tratto da una storia vera.

## Trama
Ruby è un border collie che è stato consegnato dal suo proprietario presso un canile nel Rhode Island in quanto ingestibile. Viene più volte adottato ma sempre riportato indietro rischiando di essere soppresso fino a quando un agente ha l'idea di provare ad addestrarlo per farlo diventare un aiuto per la polizia.

## Distribuzione
Il film è stato distribuito sulla piattaforma Netflix dal 17 marzo 2022.